# Kent (království)
Kent (staroanglicky Cantwara rīce, tj. království Kentů, latinsky Regnum Cantuariorum) byl jedním ze sedmi anglosaských království v dnešní jihovýchodní Anglii, založené v raném středověku. Existovalo od 5. nebo 6. století, dokud nebylo zcela začleněno do království Wessex na konci 9. století a později do království Anglie na začátku 10. století jako hrabství Kent.
Pod předchozí římsko-britskou správou během 4. století se oblast Kentu potýkala s opakovanými útoky námořních nájezdníků. Je pravděpodobné, že germánsky mluvící foederati byli pozváni, aby se v této oblasti usadili jako žoldnéři. Po konci římské správy v roce 410 se do oblasti přestěhovala další germánsky mluvící kmenová uskupení, jak dokládají archeologické důkazy i pozdní anglosaské písemné prameny. Zdá se, že primární etnickou skupinou, která se v této oblasti usadila, byli Jutové. Založili své království ve východním Kentu a možná zpočátku byli pod nadvládou franské říše. Tvrdilo se, že východosaská komunita se původně usadila v západním Kentu, ale v 6. století bylo její území dobyto rozšiřujícím se královstvím z východního Kentu.
Prvním zaznamenaným králem Kentu byl Æthelberht, který coby bretwalda měl na konci 6. století významný vliv na jiné anglosaské krále. Během Æthelberhtovy vlády přijali Anglosasové v Kentu křesťanství po příchodu mnicha Augustina z Canterbury a jeho gregoriánské misie v roce 597.
Kent byl jedním ze sedmi království takzvané anglosaské heptarchie, ale v 8. století, kdy se stal vazalským královstvím Mercie, ztratil svou nezávislost. V 9. století se Kent stal vazalem Wessexu a v 10. století se stal součástí sjednoceného království Anglie, které bylo vytvořeno pod vedením Wessexu. Název původního království se od té doby uchoval jako hrabství Kent.
Znalost anglosaského Kentu pochází z vědeckého studia pozdně anglosaských textů, jakými jsou kupříkladu Anglosaská kronika nebo Historia ecclesiastica gentis Anglorum, jakož i z archeologických nálezů, kupříkladu zanechaných na raně středověkých pohřebištích a sídlištích, a dále na základě zkoumání toponym.

## Římsko-britské období

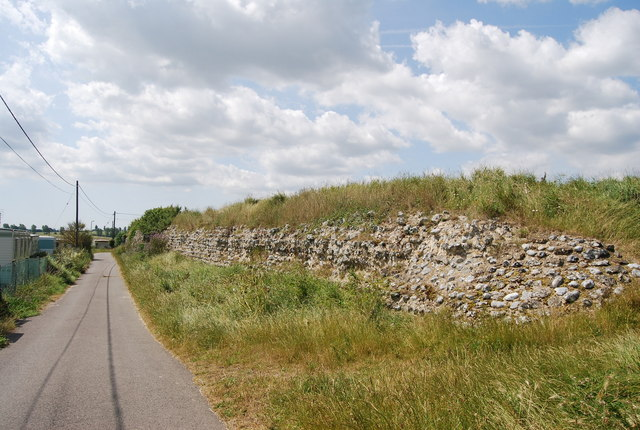
Římská zeď v Regulbium

Původ Kentu a jeho hranic je nejasný, ale zřejmě odpovídá území starověkého britského kmene Ceintů, po nichž je pojmenován. Tento název byl převzat ze staršího místního názvu Cantium („roh země“ nebo „země na okraji“) použitého v předcházející předřímské době železné. Julius Caesar odkazuje na čtyři panovníky regionů Cantiacia. 
V římsko-britském období oblast současného Kentu, která ležela východně od řeky Medway, byla civitas známá jako Cantiaca. Její jméno bylo převzato ze staršího obecně britonského místního jména Cantium („roh země“ nebo „země na okraji“) použitého v předcházející předřímské době železné, ačkoli rozsah této kmenové oblasti není znám.
Na konci 3. a během 4. století byla římská Británie opakovaně napadána Franky, Sasy, Pikty a Skoty. Kent jako část Británie nejblíže ke kontinentální Evropě pravděpodobně zažil mnoho útoků námořních nájezdníků. V důsledku nájezdů na pobřeží Kentu vystavěli zde Římané čtyři pevnosti v rámci systému opevnění po obou stranách Lamanšského průlivu známého jako Litus Saxonicum: Regulbium, Rutupiae, Dubris a Portus Lemanis. Je také pravděpodobné, že germánsky mluvící žoldnéři ze severní Galie, známí jako foederati, byli najati, aby doplnili regulérní římské jednotky během tohoto období. Služba těchto foederati byla zřejmě placena pozemky v Kentu. Tito foederati se pravděpodobně asimilovali do římsko-britské kultury, což znesnadňuje jejich archeologické rozlišení.
Existují důkazy, že v průběhu 4. a na počátku 5. století byly opuštěny venkovské villy, což naznačuje, že se římsko-britská elita uchylovala do relativní bezpečnosti opevněných městských center. Úpadek však zaznamenala také městská centra. V Canterbury klesala populace a snižovala se aktivita od konce 3. století dále, zatímco Dover byl opuštěn koncem 4. století. V roce 407 opustily římské legie Británii, aby se vypořádaly s nájezdy do srdce říše na kontinentu. V roce 410 poslal římský císař Honorius svým britským poddaným dopis, v němž oznámil, že se od této chvíle musí postarat o svou vlastní obranu a nemohou se nadále spoléhat na to, že je římské legie ochrání. Podle Anglosaské kroniky, sepsané v pozdně anglosaské Anglii a nepovažované za přesný záznam událostí v 5. století, opustilo v roce 418 mnoho Římanů Británii přes kentské přístavy, přičemž s sebou vzalo velkou část svého majetku. Tento záznam může zachovávat vzpomínku na skutečný exodus římské aristokracie.

## Rané období anglosaského Kentu

### Anglosaská migrace: 410–499

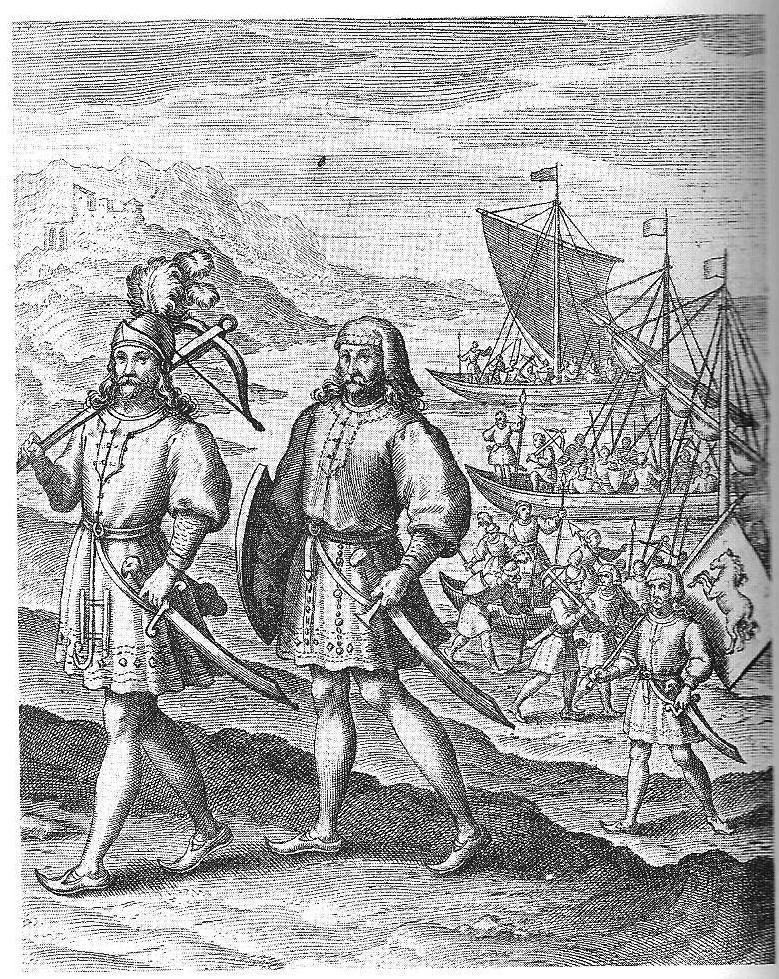
Hengest a Horsa, zobrazení v publikaci A Restitution of Decayed Intelligence in Antiquities concerning the most noble and renowned English Nation od angloholandského vydavatele Richarda Verstegana (1605)

Podle současného britského archeologa Martina Welche bylo 5. století svědkem „radikální transformace toho, co se stalo Kentem politicky, sociálně a z hlediska fyzické krajiny“. Literární záznamy i archeologické důkazy ukazují na migraci germánsky mluvících národů ze severní Evropy do Británie během tohoto století. O rozsahu této migrace se však stále vede mnoho debat. Někteří historici ji považují za masovou migraci, při níž velké množství germánských obyvatel opustilo severní Evropu, aby se usadilo v Británii. Jiní argumentovali, že přišla jen malá válečnická elita, která ovládla (nebo dokonce zotročila) římsko-britskou populaci, která potom začala používat staroanglický jazyk a přisvojila si materiální kulturu nově příchozích. Diskutuje se také o osudu římsko-britské populace. Mnoho jejích příslušníků mohlo uprchnout do západní Británie nebo do Bretaně.
Část římsko-britského obyvatelstva v Kentu pravděpodobně zůstala, protože římské jméno pro tuto oblast Cantiaca ovlivnilo jméno nově vzniklého anglosaského království Cantware („obyvatelé Kentu“).

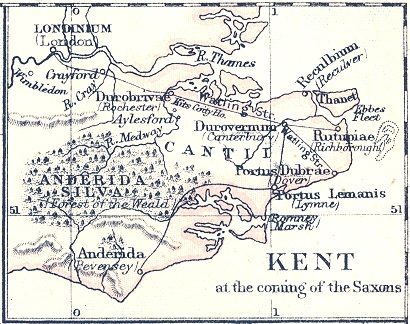
Ostrov Thanet včetně Ebbsfleetu na mapě Kentu v období římské Británie

Germánská migrace do Británie je zaznamenána v textech z pozdního anglosaského období, zejména v Bedově Historia ecclesiastica gentis Anglorum a v Anglosaské kronice. Oba tyto zdroje spoléhají na ústní tradici z 5. století a byly pokusem o vytvoření mýtů o původu, které by ospravedlňovaly soudobou politiku. Podle Anglosaské kroniky pozval do Británie „král Britonů“ jménem Vortigern dva germánské vůdce Hengista a Horsu („hřebec“ a „kůň“) , aby mu pomohli bránit zemi před piktskými nájezdníky. Hengist a Horsa se měli vylodit u Ypwinesfleotu (Ebba's Creek, současný Ebbsfleet nedaleko Ramsgate ve východním Kentu) v roce 449. Bratři nejprve porazili Pikty, potom se obrátili proti Britonům a pozvali další germánské kmeny, aby kolonizovali Británii. Mezi nimi byli staří Sasové, Anglové a Jutové. Jutové se usadili v Kentu a na ostrově Wight a založili království Cantware a Wihtware.
Podle Anglosaské kroniky bojovali v roce 455 Hengist a Horsa s Vortigernem v bitvě u Ægelesthrepu (pravděpodobně Aylesford v Kentu), během které Horsa přišel o život. Hengist se stal místo Vortigerna králem, po něm nastoupil jeho syn Æsc. V roce 456 bojovali Hengest a Æsc s Britony v Crecganfordu (pravděpodobně Crayford). Britoni se pak stáhli z Kentu do své londýnské pevnosti. Podobný popis poskytuje v Bedova Historia ecclesiastica gentis Anglorum: že lidé z Kentu a ostrova Wight jsou potomky jutských osadníků a že Horsa byl zabit v bitvě proti Britonům, a dodává, že jeho tělo bylo pohřbeno ve východním Kentu. Přesnost těchto záznamů je zpochybňována. Současná historička S. E. Kelly uvádí, že „legendární detaily lze snadno odmítnout“. Historici často nahlížejí na Hengista a Horsu jako na mytologické postavy vypůjčené z lidové slovesnosti s cílem legitimizovat vládce středního až pozdního anglosaského období.
Přicházející germánští obyvatelé se usadili na nejúrodnější zemědělské půdě romanizovaných Britonů, zejména v podhůří na sever od křídové pahorkatiny North Downs a v údolí Holmesdale jižně od svahů této pahorkatiny. Je pravděpodobné, že doplňovali rostlinnou zemědělskou výrobu chovem zvířat. Vzhledem k blízkosti pobřeží a řek se také zřejmě zabývali rybolovem a obchodem. Anglosasové využívali již existující prehistorické a římské silniční systémy, přičemž 85% pohřebišť bylo umístěno do 1,2 km od římské silnice, splavné řeky nebo pobřeží a zbývajících 15% bylo blízko starobylých stezek. O těchto raných osadách existuje málo archeologických důkazů, ale jedním z významných příkladů je zemnice v Lower Warbanku ve vesnici Keston (v současnosti součást Velkého Londýna), která byla postavena na místě bývalé římské villy sousedící s římsko-britskou stezkou přes pahorkatinu North Downs. Keramika z 5. století byla také nalezena na řadě lokalit římských vill po celém Kentu, což naznačuje opětovné osídlení těchto lokalit během tohoto období. Ve východním Kentu pohřebiště z 5. století většinou obsahují pouze pohřby do hrobu s výrazným kentským charakterem. Naopak pohřebiště v západním Kentu jako kupříkladu v Orpingtonu jsou smíšená s pohřby žehem i do hrobu, což je typičtější pro saská pohřebiště na sever od řeky Temže. To může naznačovat, že západní Kent byl v této době nezávislý na východním Kentu a byl součástí království Essex severně od ústí Temže.

### Rozmach a expanze na západ: 500–590
V 6. století bylo království Kent v určitém vztahu závislosti na merovejské franské říši, která tehdy rozšiřovala svůj vliv v severozápadní Evropě. Textové prameny naznačují, že Kent mohl být pod merovejskou kontrolou po část tohoto století. Archeologické důkazy o franské hmotné kultuře z tohoto období byly nalezeny v Kentu, ale nikoli v jiných oblastech nížinné jižní Británie, což naznačuje, že Kent měl monopol na obchod s franskou říší.
V kontinentální Evropě byly nalezeny kentské artefakty ze 6. století zejména v oblastech současného francouzského departementu Charente, v západní Normandii, Porýní, Frísku, Durynsku a jižní Skandinávii. Relativně chybí v oblasti mezi Seinou a Sommou naproti přes Lamanšský průliv proti sídlům Jižních Sasů v Sussexu, z čehož může vyplývat, že obchod probíhal spíše mezi konkrétními kmenovými nebo etnickými skupinami, než aby byl založen na geografické blízkosti. Existují také archeologické důkazy o kentských obchodních vazbách v současném hrabství Hampshire a na ostrově Wight a o kopiích nebo napodobeninách objevujících se na pohřebištích ve vzdálenějších oblastech, jako jsou současná hrabství Wiltshire a Cambridgeshire.
Archeologické důkazy naznačují, že v 6. století království ve východním Kentu v určitém okamžiku anektovalo oblast Kentu západního. Na jih od království ležel hustý les Weald bez hodnoty pro kentské elity. Dále na západ se nalézala úrodná oblast lákající k dobytí, zejména údolí řeky Darenth a klesající svahy pahorkatiny North Downs na západ od řeky Medway.

### Etablované království a christianizace: 597–650

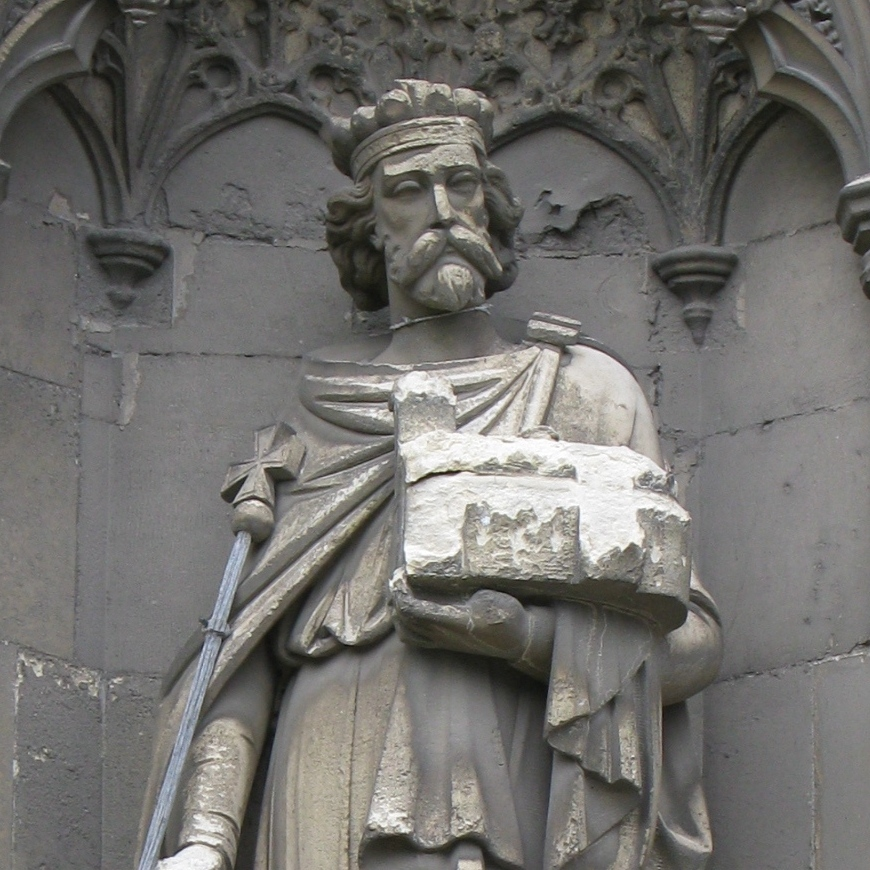
Æthelberhtova socha v Canterbury

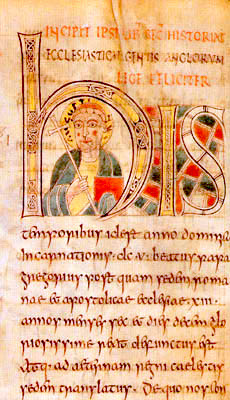
Předpokládaná raná ilustrace sv. Augustina z Canterbury

Pod pevnou kontrolou germánsky mluvící aristokracie se stal Kent prvním anglosaským královstvím, které se objevilo v historickém záznamu v roce 597. Mnich Beda Ctihodný odkazuje v tomto období na Kent coby království pod vládou krále Æthelberhta, což z Æthelberhta činí nejranějšího spolehlivě ověřeného anglosaského monarchu. Beda Ctihodný říká, že Æthelberht byl bretwalda, který ovládal vše na jih od řeky Humber včetně dalších království. Anglosaská kronika zmiňuje války v Británii v 6. století, ale většina z nich se měla odehrávat na západě ostrova a Kent neovlivnila. Jedinou výjimkou byla bitva mezi kentským vojskem a Západními Sasy v roce 568, během níž byly Æthelberhtovy síly zatlačeny zpět do Kentu. Během Æthelberhtova panování byl také sestaven Æthelberhtův zákoník, nejstarší dochovaný text ve staroangličtině.
Podle Bedy Ctihodného započala christianizace anglosaské Anglie v Kentu za Æthelberhtovy vlády, když benediktinský mnich Augustin dorazil na poloostrov Ebbsfleet v roce 597 a přivedl s sebou gregoriánskou misi. Æthelberhtova franská manželka Bertha byla již křesťankou, zatímco Æthelberht sám konvertoval o několik roků později.
Během tohoto období se anglosaští králové nepřetržitě pohybovali po svých královstvích, nechávali se vyživovat od místních obyvatel a opláceli jim dary. Různé dokumenty ze 7. a 8. století svědčí o tom, že Kent byl řízen dvěma králi, dominantním na východě a podřízeným na západě, což pravděpodobně odráží existenci dvou původních dřívějších útvarů.
Skončilo období vybavených hrobů, které bylo archeologicky poznamenáno menší regionální odlišností hrobů a dalších artefaktů zdobených animálními motivy ve stylu Salin Style II. Toto období také charakterizuje výskyt elitních pohřbů s mnohem větším bohatstvím uloženým se zemřelým než u pohřbů jiných. Významné kentské příklady pohřbů byly nalezeny na pohřebišti Sarre Anglo-Saxon cemetery a na pohřebišti Kingston Barrow, zatímco elitní pohřeb v mohyle Taplow Barrow v současném hrabství Buckinghamshire obsahoval také předměty charakteristické pro Kent, což naznačuje potenciální kentský vliv v této oblasti.

## Střední a pozdní období anglosaského Kentu

### Úpadek Kentu a nadvláda Mercie: 650–825

Británie okolo roku 800

V 7. století moc Kentu slábla, zatímco moc království Mercie a Northumbrie rostla, ale podle seznamu Tribal Hidage zůstal Kent čtvrtým nejbohatším královstvím v Anglii, s 15 000 poplužími půdy zaznamenanými v 7. nebo 8. století. Období však bylo pro kentskou královskou rodinu bouřlivé. V letech 664–673 vládl Kentu král Ecgberht, ale mezi roky 664 a 667 byli v královské síni v Eastry zabiti dva královi bratranci Æthelred a Æthelberht, snad proto, že byli hrozbou pro krále Ecgberhta. Po Ecgberhtovi následoval na trůnu jeho bratr Hlothhere, který vládl v letech 674–686, než byl svržen a zabit Eadrikem, jedním z Ecgberhtových synů, který se spojil s Jižními Sasy. Eadric pak vládl až do roku 687.
Ke konci 7. století se Kent postupně dostával do sféry vlivu Mercie. V Lundenwiku (anglosaský Londýn) existovala kentská královská síň a vysoký královský správní úředník až do 80. let 7. století, ale potom přešlo město do rukou Mercie. Ztráta Lundenwiku pravděpodobně narušila monopol Kentu na zámořský obchod s kontinentální Evropou a jeho kontrolu nad řekou Temží, což výrazně negativně ovlivnilo ekonomickou stabilitu celého království. Podle pozdějšího vyprávění Bedy Ctihodného zaútočil v roce 676 na Kent král Mercie Æthelred I., který zničil mnoho kentských kostelů. V následujících desetiletích kontrola Mercie nad Kentem vzrostla. V letech 689–690 východosasští králové pod hegemonií Mercie působili v západním Kentu a existují záznamy, které svědčí o tom, že mercijský král Æthelred rozhodoval o příjmech křesťanských komunit v Minster-in-Thanet a Reculveru, což naznačuje silnou kontrolu Mercie rovněž nad východem království.
V roce 686 si Kent podmanil wessexský král Cædwalla. Krátce nato byl při vzpouře v Kentu zabit jeho bratr Mul, kterého král Cædwalla instaloval coby krále Kentu. Král Cædwalla se vrátil a povstání tvrdě potlačil. Poté se Kent znovu propadl do chaosu. Mercie podporovala klientského krále jménem Oswine. Ten ale zřejmě vládl jen asi dva roky, poté se stal králem Wihtred. Král Wihtred je nejen známý svým Wihtredovým zákoníkem, ale zasloužil se i o obnovu zpustošeného království po devastaci a bouřích předchozích let. V roce 694 uzavřel mír se Západními Sasy, jehož podmínkou bylo zaplacení kompenzace za zabití Mula v rámci saského systému wergeld. 
Zmínky o Kentu po smrti krále Wihtreda v roce 725 jsou roztříštěné a nejasné. V království nastal znovu chaos a po dalších čtyřicet let vládli dva nebo dokonce tři králové současně. Tato fragmentace udělala možná z Kentu první cíl rostoucí moci mercijského krále Offy. V roce 764 získal nadvládu nad Kentem a vládl mu prostřednictvím klientských králů. Na počátku 70. let 8. století se král Offa pokusil vládnout Kentu přímo, což vyvolalo povstání, které vyústilo roku 776 v bitvu u Otfordu. A ačkoliv výsledek bitvy není znám, záznamy z následujících let naznačují, že rebelové zvítězili. Zdá se, že králové Ecgberht II. a později Ealhmund vládli nezávisle na Offově vůli jako samostatní panovníci dalších téměř deset let. Tento stav trval, dokud král Offa neobnovil pevně svou autoritu nad Kentem v roce 785.
Náboženská centra tohoto období s přístupem k mnoha zdrojům a obchodním vazbám (zpravidla minster s kostelem) byla často mnohem větší než sídla laiků. Kupříkladu Minster-in-Thanet je zmiňován jako vlastník tří obchodních lodí.
V 7. století se v anglosaské Anglii začaly opět stavět kamenné stavby, především kostely. Nejranější kostely v regionu byly pojmenovány jako „Kentská skupina“ (Kentish Group) a odrážejí italské i franské vlivy ve své architektuře. K raným příkladům tohoto stylu patří kostely sv. Pankráce, sv. Marie a sv. Petra a Pavla, všechny součást kláštera sv. Augustina v Canterbury, stejně jako kostel sv. Ondřeje v Rochesteru a sv. Marie v Lymingi.
Ke konci 7. století se objevují nejstarší listiny, které udávají hranice nemovitostí a svědčí o rozšíření plochy zemědělské půdy pro hospodářská zvířata vysušením průlivu Wantsum Channel a bažin Romney Marsh. Také přílivový vodní mlýn Ebbsfleet u Gravesendu v západním Kentu datovaný zhruba k roku 700 ilustruje nové využití krajiny.
Během 7. století se město Canterbury rozrostlo do ekonomického a politického centra Kentu, o čemž svědčí odpadkové jámy, kovodělnictví, dřevěné síně a zapuštěné stavby z tohoto období. Intenzivní rozvojem procházel také Dover a možná i Rochester, ačkoli archeologické důkazy chybí. V Canterbury i Rochesteru byla v tomto období sídla hlavních mincoven razících hlavně stříbrné sceatty. Z toho vyplývá, že počínaje 7. stoletím měli králové Kentu kontrolu nad ekonomickou strukturou království.
Během 8. a 9. století bylo zbudováno několik opevněných terénních úprav na západě Británie, zejména Wansdyke (Ódinův val) a Offův val, jako bariéry mezi bojujícími královstvími. Násep Faesten Dic prochází údolím řeky Cray a jeho trasa, která se od té doby stala silnicí A25, byla pravděpodobně kentským valem tohoto období určeným k ochraně království. Důkazy pro takovou militarizaci lze vidět také ve věcných břemenech vážících se k mostu Rochester Bridge, dokumentovaných z 90. let 8. století, která stanovila povinnost udržovat římský most přes řeku Medway, což bylo zásadní pro umožnění přechodu kentských vojsk přes řeku.
Král Ealhmund pravděpodobně zemřel krátce poté, co stvrdil listinu v roce 784. Následně byl jeho syn Ecgberht vyhnán z Kentu do exilu králem Mercie Offou. Z listin je zřejmé, že král Offa ovládal Kent v roce 785. Místo aby se choval král Offa ke své nové državě pouze jako lenní pán, pokusil se království Kent anektovat nebo alespoň snížit jeho význam vytvořením nové diecéze na území Mercie v Lichfieldu. Důvodem bylo pravděpodobně odmítnutí arcibiskupa z Canterbury Jænberhta korunovat Offova syna Ecgfritha. Arcibiskup Jænberht se musel smířit s oddělením části své diecéze a král Offa vybral Mercii oddaného Hygeberhta, aby Jænberhta nahradil „kvůli nepřátelství osnovanému proti ctihodnému Jænberhtovi a kentskému lidu“, jak tvrdil král Coenwulf, který po králi Offovi nakonec nastoupil na trůn. V roce 796 král Offa zemřel a v této chvíli slabosti Mercie dočasně uspělo kentské povstání vedené Eadberhtem III. Prænem. Mercijský král Coenwulf však v roce 798 Kent dobyl a ustanovil svého bratra Cuthreda jeho králem. Po Cuthredově smrti v roce 807 vládl král Coenwulf Kentu přímo.
V roce 825 nahradila mercijskou nadvládu nadvláda wessexská, která následovala po vítězství Wessexu v bitvě u Ellandunu a vypuzení loutkového krále Baldreda, dosazeného Mercií.

### Útoky Vikingů: 825–1066
Anglosaská kronika zaznamenává první útok vikingských nájezdníků na Kent ke konci 8. století. Kent a jihovýchodní Anglie byly přitažlivým cílem kvůli svým bohatým klášterům a minsterům, které se často nacházely na exponovaných pobřežních lokalitách. V roce 804 získaly jeptišky z Lyminge útočiště v Canterbury, aby unikly útočníkům. V roce 811 se kentské síly shromáždily, aby odrazily vikingskou armádu operující z ostrova Sheppey. Další zaznamenané útoky se udály v roce 835 na ostrov Sheppey, přes bažinu Romney Marsh v roce 841, na Rochester v roce 842, na Canterbury (bitva u Acley) a na Sandwich (bitva u Sandwiche) v roce 851, proti ostrovu Thanet v roce 853 a napříč Kentem v roce 865. Kent byl také atraktivní cíl pro svůj snadný přístup k hlavním pozemním a námořním komunikacím.
Kolem roku 811 je zaznamenáno, že Vikingové stavěli opevnění na kentském severním pobřeží. Jejich armády přezimovaly na ostrově Thanet v zimě 851–852 a na ostrově Sheppey v zimě 854–855. V této době měly Canterbury a Rochester ještě římské hradby, které mohly být renovovány, ale přesto byla obě města Vikingy napadena: v roce 842 Rochester, v roce 851 Canterbury a v roce 885 znovu Rochester, který Vikingové obléhali, dokud nebyl osvobozen Alfrédovou armádou. Seznam třicítky opevněných míst Burghal Hidage uvádí stavbu pevnosti Eorpenburnam (zřejmě současný Castle Toll). Archeologové nalezli zakopané poklady, zejména na západním pobřeží Kentu, které mohly být majetkem skrytým před Vikingy.
V roce 892, kdy byla jižní Anglie sjednocena Alfrédem Velikým, byl Kent na pokraji zkázy. Král Alfréd porazil Guthruma Starého a smlouvou z Wedmoru dovolil Vikingům usadit se na území království Východní Anglia a na severovýchodě Británie. Klid si tím však nezajistil. Ostatní Dánové totiž byli stále v pohybu. Velmi zkušený vůdce válečníků Haesten shromáždil obrovské síly v severní Francii, když obléhal Paříž a obsadil Bretaň. V roce 892 vyplulo z Boulogne-sur-Mer až 350 vikingských lodí směrem na jižní pobřeží Kentu. Vikingové čítající mezi 5 000 a 10 000 muži se svými rodinami a koňmi připluli ústím řeky Limen (východozápadní trasa průplavu Royal Military Canal ve vysušených bažinách Romney Marsh), zaútočili na saskou pevnost Bonnington poblíž kostela sv. Rumwolda a pobili všechny uvnitř. Postupovali dál a v příštím roce postavili pevnost v Appledoru. Když se to doslechli Danové ve Východní Anglii a jinde, povstali proti králi Alfrédovi. Zaútočili na Kent z Appledoru a zcela zničili velkou osadu Seleberhtes Cert (současný Great Chart poblíž Ashfordu). Postupovali dále do vnitrozemí a účastnili se četných bitev s Anglosasy, ale válčení zanechali po čtyřech letech. Někteří ustoupili do Východní Anglie a jiní se vrátili do severní Francie, kde se usadili a stali předky Normanů, kteří dobyli Anglii v roce 1066.
Velká vikingská armáda vedená Thorkellem Vysokým oblehla Canterbury v roce 1011. Dobytí města vyvrcholilo jeho vydrancováním a posléze vraždou arcibiskupa Ælfheaha 19. dubna 1012.